# Friedrich Bergmann (Architekt)
Friedrich Otto Bergmann (* 5. März 1890 in Chemnitz; † 15. Februar 1960 in Leipzig) war ein deutscher Architekt und Hochschullehrer.

## Leben
Bergmann besuchte zunächst bis 1910 die Gewerbeschule Chemnitz und studierte von 1911 bis 1914 Bauwesen an der Technischen Hochschule Dresden. Sein Studium schloss er mit dem akademischen Grad eines Diplom-Ingenieurs (Dipl.-Ing.) ab. Von 1915 bis 1918 war er Soldat im Ersten Weltkrieg.
Ab 1921 war Bergmann Inhaber eines Architekturbüros und arbeitete als wissenschaftlicher Assistent an der Hochbauabteilung der Technischen Hochschule Dresden. Im Jahr 1922 heiratete er Charlotte Wagner. Zwei Jahre darauf promovierte ihn die Technische Hochschule Dresden zum Doktor der Ingenieurwissenschaften (Dr.-Ing.). Der Titel seiner Dissertation lautete Alte sächsische Gasthöfe, ein Beitrag zur Deutschen Kultur- und Baugeschichte. Zu Bergmanns Bauten in den 1920er-Jahren zählen ab 1927 Mehrfamilienwohnhäuser in Dresden-Laubegast (Straße Am Kirchplatz); zudem erbaute er Landwirtschaftsanlagen in Bärenklause und Beiersdorf.
Ab 1934 war er an der Technischen Hochschule Dresden als Dozent für landwirtschaftliches Bauwesen tätig und wurde im folgenden Jahr für eine Arbeit über dieses Thema habilitiert. Im gleichen Jahr wurde er Privatdozent an der Hochschule. Von 1942 bis 1945 lehrte und forschte er als außerplanmäßiger Professor für landwirtschaftliches Bauwesen, zudem war er Leiter der Sammlung für landwirtschaftliches Bauwesen.
Bergmann verließ das Architekturbüro 1945 und wurde 1946 bei der sächsischen Landesregierung Landbausachverständiger für Landwirtschaft. Diese Stelle hatte er bis 1949 inne. Er ging 1950 nach Leipzig und wurde Dozent für Landesplanung und Siedlungswesen an der Universität Leipzig. Als planmäßiger Professor für Agrarsiedlungswesen stellte ihn im nächsten Jahr die Fakultät für Landwirtschaft / Gärtnerei an der Universität an. Das Amt hatte er bis 1956 inne. 
Von 1922 bis 1933 gehörte Bergmann der Freimaurerloge Zum goldenen Apfel an, weshalb ihn die NSDAP auch nach mehreren Anträgen nicht aufnahm.

## Schriften
- Wege und Ziele des Unterrichtsfaches. Landwirtschaftliches Bau- und Siedelungswesen an den deutschen Technischen Hochschulen. Dresden 1941.
- Bautypen für Neubauernhöfe. 1947.
- Zur Frage der Zweckmäßigkeit der Rinderställe. 1954/1955.
- Wege zu einer realistischen dörflichen Architektur. 1955.
- Industrielle Bauweise für Rinderställe. 1958.